# Nati nel 1945/Novembre
| Questa pagina contiene informazioni ricavate automaticamente dalle voci biografiche con l'ausilio del template Bio e di un bot. L'aggiornamento è periodico e automatico e ricostruisce completamente la pagina. Se manca una persona in questa lista, sei pregato di non aggiungerla, ma accertati piuttosto che la sua voce biografica contenga il template Bio e che i dati anagrafici siano correttamente compilati. Se il template Bio manca, inseriscilo tu stesso o, in alternativa, metti l'avviso {{tmp\|Bio}} che ne segnala la mancanza. Se i dati riportati sono sbagliati, correggi direttamente la voce biografica; le modifiche saranno visibili in questa lista entro pochi giorni. Per chiarimenti vedi il progetto biografie. La lista contiene solo le 219 persone che sono citate nell'enciclopedia e per le quali è stato implementato correttamente il template Bio. Pagina aggiornata al 18 ago 2025. |

- 1º novembre - Anthony Sablan Apuron, arcivescovo cattolico statunitense
- 1º novembre - Gilberto Braga, sceneggiatore e autore televisivo brasiliano († 2021)
- 1º novembre - Pavel Bucur, scultore romeno († 2016)
- 1º novembre - Renzo S. Crivelli, saggista, giornalista e scrittore italiano
- 1º novembre - Lani Hall, cantautrice e produttrice discografica statunitense
- 1º novembre - Blaž Jakopič, ex sciatore alpino jugoslavo
- 1º novembre - Vladimir Nazlymov, ex schermidore sovietico
- 1º novembre - Ennio Remondino, giornalista italiano
- 1º novembre - John Williamson, cantante, chitarrista e compositore australiano
- 2 novembre - Samuel Arday, allenatore di calcio ghanese († 2017)
- 2 novembre - Francesco Attaguile, politico italiano
- 2 novembre - Cabralzinho, allenatore di calcio e ex calciatore brasiliano
- 2 novembre - Luc De Bruyckere, imprenditore belga
- 2 novembre - Giōrgos Kolokythas, cestista greco († 2013)
- 2 novembre - Larry Little, ex giocatore di football americano statunitense
- 2 novembre - Jean-Jack Queyranne, politico francese
- 2 novembre - J. D. Souther, cantautore, chitarrista e attore statunitense († 2024)
- 2 novembre - Jerry Wasserman, attore statunitense
- 3 novembre - Evelino Aio, rugbista a 15 italiano
- 3 novembre - Bernard Anselme, politico belga
- 3 novembre - Gerd Müller, calciatore e dirigente sportivo tedesco († 2021)
- 3 novembre - Fuad Muzurović, allenatore di calcio e ex calciatore bosniaco
- 3 novembre - Peder Pedersen, pistard e dirigente sportivo danese († 2015)
- 3 novembre - Ferenc Seres, ex lottatore ungherese
- 3 novembre - Nick Simper, bassista britannico
- 4 novembre - Beppe Alfano, giornalista italiano († 1993)
- 4 novembre - Alain Noury, attore francese
- 4 novembre - Giuseppe Brescia, filosofo italiano († 2020)
- 4 novembre - Alessandro Cane, regista e attore italiano († 2010)
- 4 novembre - Rosario Lo Bello, ex arbitro di calcio e dirigente sportivo italiano
- 4 novembre - Carlos López Hernández, vescovo cattolico spagnolo
- 4 novembre - Kadour Naimi, produttore cinematografico, drammaturgo e regista algerino
- 5 novembre - Svetlana Čirkova, ex schermitrice sovietica
- 5 novembre - Ron Foxcroft, ex arbitro di pallacanestro e inventore canadese
- 5 novembre - Richard Holmes, scrittore e biografo britannico
- 5 novembre - Peter Pace, generale statunitense
- 5 novembre - Maria Grazia Pagano, politica italiana († 2022)
- 5 novembre - Aleka Paparīga, politica greca
- 5 novembre - Cynthia A. Pratt, politica bahamense
- 5 novembre - Nikolaj Tanaev, politico kirghiso († 2020)
- 6 novembre - Bernard Bacquié, aviatore francese
- 6 novembre - Graham Coldrick, ex calciatore gallese
- 6 novembre - Darryl Edestrand, hockeista su ghiaccio canadese († 2017)
- 6 novembre - Enver Hadžiabdić, ex calciatore jugoslavo
- 6 novembre - Odd Iversen, calciatore norvegese († 2014)
- 6 novembre - Alberto Maggi, teologo e biblista italiano
- 6 novembre - Alexandru Nilca, ex schermidore rumeno
- 6 novembre - Aalt Toersen, pilota motociclistico olandese
- 6 novembre - Barrie Wright, ex calciatore inglese
- 6 novembre - Knut Ødegård, poeta norvegese
- 7 novembre - Beverly Adams, attrice canadese
- 7 novembre - Alfredo De Poi, politico italiano († 2010)
- 7 novembre - Kwasi Owusu, calciatore ghanese († 2020)
- 8 novembre - Abdelaziz Belkhadem, politico algerino
- 8 novembre - Arduino Cantafora, pittore e architetto italiano
- 8 novembre - Antonio Carattoni, politico sammarinese
- 8 novembre - Nancy F. Cott, storica statunitense
- 8 novembre - Joseph James DeAngelo, serial killer statunitense
- 8 novembre - Sergio Alfredo Gualberti Calandrina, arcivescovo cattolico e missionario italiano
- 8 novembre - Dennis Moore, politico e avvocato statunitense († 2021)
- 8 novembre - Vincent Nichols, cardinale e arcivescovo cattolico britannico
- 8 novembre - Angela Scoular, attrice britannica († 2011)
- 9 novembre - Vittorio Adolfo, politico italiano
- 9 novembre - Luigi Maria Anolli, psicologo italiano († 2012)
- 9 novembre - Virgil Carter, ex giocatore di football americano statunitense
- 9 novembre - Sandy Gilchrist, ex nuotatore canadese
- 9 novembre - Michael Joyce, scrittore e critico letterario statunitense
- 9 novembre - Enrico Prato, ex calciatore italiano
- 9 novembre - Charles Robinson, attore statunitense († 2021)
- 9 novembre - Renaud Verley, attore francese
- 10 novembre - Terence Davies, regista e sceneggiatore britannico († 2023)
- 10 novembre - Willi Lippens, ex calciatore e allenatore di calcio olandese
- 10 novembre - Vittorio Marniga, politico italiano
- 10 novembre - Stefano Miccolis, filosofo e storico italiano († 2009)
- 10 novembre - Massimo Pirri, regista e sceneggiatore italiano († 2001)
- 10 novembre - Giovanni Russo Spena, politico italiano
- 10 novembre - Thongloun Sisoulith, politico laotiano
- 10 novembre - Rosita Toros, attrice italiana († 1995)
- 10 novembre - Donna Fargo, cantautrice, musicista e scrittrice statunitense
- 11 novembre - Walden Bello, sociologo, ambientalista e politico filippino
- 11 novembre - Chris Dreja, chitarrista e bassista inglese
- 11 novembre - Kafula Ngoie, ex calciatore della Repubblica Democratica del Congo
- 11 novembre - Daniel Ortega, politico, guerrigliero e militare nicaraguense
- 11 novembre - Sergio Picciafuoco, criminale italiano († 2022)
- 11 novembre - Pop Robson, ex calciatore inglese
- 11 novembre - Giovanni Toschi, ex calciatore italiano
- 11 novembre - Claudio Zin, giornalista e politico italiano
- 12 novembre - Hanan Al Shaykh, scrittrice libanese
- 12 novembre - Michael Bishop, scrittore di fantascienza statunitense († 2023)
- 12 novembre - George Eaton, ex pilota automobilistico canadese
- 12 novembre - Stanislav Hočevar, arcivescovo cattolico sloveno
- 12 novembre - Christian Marty, aviatore e sportivo francese († 2000)
- 12 novembre - Charles Millon, diplomatico e politico francese
- 12 novembre - Gianfranco Notargiacomo, artista italiano
- 12 novembre - Judith Roitman, matematica, poetessa e insegnante statunitense
- 12 novembre - Dale Schlueter, cestista statunitense († 2014)
- 12 novembre - Neil Young, cantautore e chitarrista canadese
- 13 novembre - Lawrence Andreasen, tuffatore statunitense († 1990)
- 13 novembre - Benny Borg, cantante svedese
- 13 novembre - Masahiro Hasemi, ex pilota automobilistico giapponese
- 13 novembre - Dan Iuga, ex tiratore a segno rumeno
- 13 novembre - Willie Worsley, ex cestista statunitense
- 14 novembre - Steno Gola, ex calciatore italiano
- 14 novembre - Paul Hirsch, montatore statunitense
- 14 novembre - Mike Livingston, ex giocatore di football americano statunitense
- 14 novembre - Brett Lunger, ex pilota automobilistico statunitense
- 15 novembre - Jean-Claude Bras, ex calciatore francese
- 15 novembre - Josip Bukal, calciatore e allenatore di calcio jugoslavo († 2016)
- 15 novembre - Giuseppe Conte, scrittore, poeta e librettista italiano
- 15 novembre - Edward Darmanin, ex calciatore maltese
- 15 novembre - Roger Donaldson, regista, produttore cinematografico e sceneggiatore australiano
- 15 novembre - Bob Gunton, attore statunitense
- 15 novembre - Jan Karlsson, ex lottatore svedese
- 15 novembre - Joan Martínez, ex cestista spagnolo
- 15 novembre - Patrizia Medail, ex sciatrice alpina e artista italiana
- 15 novembre - Cathie Merchant, attrice statunitense († 2013)
- 15 novembre - Gerardo Mosquera, critico d'arte cubano
- 15 novembre - Anni-Frid Lyngstad, cantante, cantautrice e ambientalista norvegese
- 15 novembre - Sadok Sassi, ex calciatore tunisino
- 15 novembre - Daniele Sasson, fotografo e artista italiano († 2021)
- 15 novembre - Graham Stilwell, tennista britannico († 2019)
- 16 novembre - Jan Bucquoy, fumettista e regista belga
- 16 novembre - Giuseppe Di Mare, organista, pianista e compositore italiano
- 16 novembre - Fran Fullenwider, attrice statunitense († 1997)
- 16 novembre - Martine van Hamel, coreografa, regista e ex ballerina olandese
- 16 novembre - Lynn Hunt, storica e scrittrice statunitense
- 16 novembre - Steve Railsback, attore statunitense
- 16 novembre - Paul Raymond, tastierista, chitarrista e compositore britannico († 2019)
- 16 novembre - Egidio Spugnini, scenografo, incisore e designer italiano († 2024)
- 16 novembre - Zong Qinghou, imprenditore cinese († 2024)
- 17 novembre - Renzo Chiocchetti, fondista italiano († 2020)
- 17 novembre - Elvin Hayes, ex cestista statunitense
- 17 novembre - Roland Joffé, regista inglese
- 17 novembre - Damien Magee, pilota di Formula 1 britannico
- 17 novembre - Giovanna Senesi, politica italiana
- 17 novembre - Abdelmadjid Tebboune, politico algerino
- 18 novembre - Walter Bobbie, regista teatrale, librettista e attore statunitense
- 18 novembre - John Cottrill, ex tennista australiano
- 18 novembre - John Dickson, ex cestista statunitense
- 18 novembre - Wilma Mankiller, politica e attivista statunitense († 2010)
- 18 novembre - Giancarlo Petrini, vescovo cattolico italiano
- 18 novembre - Mahinda Rajapaksa, avvocato e politico singalese
- 18 novembre - Garfield Smith, ex cestista statunitense
- 19 novembre - Dumitru Dumitriu, allenatore di calcio e ex calciatore rumeno
- 19 novembre - Bernard Guyot, ciclista su strada e pistard francese († 2021)
- 19 novembre - Chris Jones, ex calciatore inglese
- 19 novembre - Andy McCulloch, batterista inglese
- 19 novembre - Frans Sammut, scrittore, saggista e drammaturgo maltese († 2011)
- 20 novembre - Lucia Battaglia Ricci, filologa, storica della letteratura e italianista italiana
- 20 novembre - Ewald Boisitz, pilota automobilistico austriaco († 1979)
- 20 novembre - Deborah Eisenberg, scrittrice e attrice statunitense
- 20 novembre - Han Myeong-hui, atleta sudcoreano
- 20 novembre - Arvesta Kelly, ex cestista statunitense
- 20 novembre - Inge Laabs, ex cestista tedesca
- 20 novembre - Stanley Matthews, ex tennista britannico
- 21 novembre - Goldie Hawn, attrice, regista e cantante statunitense
- 21 novembre - Gabi Teichner, ex cestista israeliano
- 22 novembre - Roger Bambuck, ex velocista e politico francese
- 22 novembre - Miguel Bazzano, ex calciatore uruguaiano
- 22 novembre - Liu Yandong, politica cinese
- 22 novembre - Paulo Sérgio Machado, vescovo cattolico brasiliano († 2024)
- 22 novembre - Luciana Massenzi, nuotatrice italiana († 1966)
- 22 novembre - Janusz Pekowski, allenatore di calcio e ex calciatore polacco
- 22 novembre - Kari Tapio, cantante finlandese († 2010)
- 22 novembre - La Tigresa del Oriente, cantante peruviana
- 22 novembre - Milt Williams, ex cestista statunitense
- 23 novembre - Assi Dayan, attore, sceneggiatore e regista israeliano († 2014)
- 23 novembre - Jim Doyle, politico statunitense
- 23 novembre - Gunnar Jervill, ex arciere svedese
- 23 novembre - Elisabeth Leonskaja, pianista georgiana
- 23 novembre - Dennis Nilsen, serial killer britannico († 2018)
- 23 novembre - Tony Pond, pilota di rally britannico († 2002)
- 23 novembre - Anselmo Silvino, ex sollevatore italiano
- 23 novembre - Lorenzo Venezia, politico italiano
- 23 novembre - Carole Waters, ex cestista australiana
- 24 novembre - Kōstakīs Alexandrou, ex calciatore cipriota
- 24 novembre - Sergio Campailla, scrittore, saggista e critico letterario italiano
- 24 novembre - Nuruddin Farah, scrittore somalo
- 24 novembre - Jessica Larive, politica olandese
- 24 novembre - Giuseppe Orsi, dirigente d'azienda italiano
- 24 novembre - Pedro Rivas, cestista panamense († 2007)
- 24 novembre - Felice Todde, musicologo italiano
- 25 novembre - Jon Palmar Austnes, calciatore norvegese († 2022)
- 25 novembre - Mary Jo Deschanel, attrice statunitense
- 25 novembre - Kent Karlsson, allenatore di calcio e ex calciatore svedese
- 25 novembre - Mike Lynn, ex cestista statunitense
- 25 novembre - Patrick Nagel, artista e illustratore statunitense († 1984)
- 25 novembre - Egil Søby, ex canoista norvegese
- 26 novembre - Enrico Arbarello, matematico italiano
- 26 novembre - Ward W. Briggs, filologo classico e latinista statunitense
- 26 novembre - Daniel Davis, attore statunitense
- 26 novembre - Bartolomeo Giachino, politico italiano
- 26 novembre - Victor Jovica, ex wrestler e dirigente d'azienda portoricano
- 26 novembre - John McVie, bassista britannico
- 26 novembre - Angela Napoli, politica italiana
- 26 novembre - Hans Walitza, allenatore di calcio e ex calciatore tedesco
- 27 novembre - Simonetta Agnello Hornby, avvocata e scrittrice italiana
- 27 novembre - Barbara Anderson, attrice statunitense
- 27 novembre - James Avery, attore statunitense († 2013)
- 27 novembre - Randy Brecker, trombettista e compositore statunitense
- 27 novembre - Giuseppe Fiorini Morosini, arcivescovo cattolico italiano
- 27 novembre - Manny Leaks, ex cestista statunitense
- 27 novembre - Giovanni Mauriello, musicista e attore italiano
- 27 novembre - Vincenzo Puccio, mafioso italiano († 1989)
- 27 novembre - Alain de Cadenet, pilota automobilistico e conduttore televisivo britannico († 2022)
- 28 novembre - Franklin Drilon, politico filippino
- 28 novembre - Georg Volkert, calciatore tedesco († 2020)
- 28 novembre - Mike Walker, allenatore di calcio e ex calciatore gallese
- 29 novembre - Manel Comas, allenatore di pallacanestro spagnolo († 2013)
- 29 novembre - Tor Enge, calciatore norvegese († 2024)
- 29 novembre - Stojan Spetič, politico italiano
- 29 novembre - Franco Trevisi, attore italiano
- 30 novembre - Eric Edwards, ex attore pornografico statunitense
- 30 novembre - Freddy Ehlers, politico ecuadoriano
- 30 novembre - Roger Glover, bassista e produttore discografico britannico
- 30 novembre - Rosanna Lambertucci, conduttrice televisiva e conduttrice radiofonica italiana
- 30 novembre - Radu Lupu, pianista rumeno († 2022)
- 30 novembre - Mary Millington, attrice pornografica, attivista e imprenditrice britannica († 1979)
- 30 novembre - Adriano Pella, ciclista su strada italiano († 2013)